# 钻苞水葱
钻苞水葱（学名：Schoenoplectus subulatus）为莎草科水葱属下的一个种。